# Естер Гронблад
Естер Елизабет Гронблад (швед. Ester Elisabeth Grönblad; Упсала, 1. август 1898 – 28. мај 1970, Упсала) била је шведски офталмолог. Остаће запамћена по открићу  генетске болести еластични псеудоксантом, коју узрокује минерализација еластичних влакана у одређеним ткивима; најчешће очима и кожи, а касније и у крвним судовима у виду превремене атеросклерозе. Синдром је по њој и њеном колеги дерматологу добио епоним Гронблад-Страндбергов синдром (1929).

## Живот и каријера
Рођена је Шведској у породици успешног шведског бизнисмена. Дипломирала је медицину на Универзитету у Стокхолму 1920. године. Потом је специјализирала офталмологију у Серафимској болници  у Стокхолму. 
Након школовања, пре него што је ушла у лекарску праксу, обилазила је две године офталмолошке центре у иностранству и стицала нова знања и искуства. У Шведску се вратила 1925. година. 
Поред своје редовне приватне офталмолошке праксе, Гронблад је од 1930. до 1943. године обављала и дужност шефа офталмолошке службе намањене деци стокхолмских школа. Такође је дуго година била и члан Школског одбора у Стокхолму.
Звање доктора медицинских наука стекла је 1933, година након одбране докторске тезе под називом:  Angioid streaks – pseudoxanthoma elasticum на  Каролинском институту у Стокхолму.
Гронбладова која је поседовала летњиковац на Фурусунду, острву на пловном путу до Балтичког мора, које је вековима било важно састајалиште и лука где су поморци тражили заштиту од ветра и временских прилика., често је боравећу у овом летњиковцу проучавала је историју Фурусунда и пасионирано сакупљала историјска документа. Током  проучавања Фурусунда написала је неколико чланака и објавила неколико књигу о овој малој архипелашкој заједници:
- Фурусунд, центар архипелага,
- Људи и животна средина кроз четри века. (1970).

Њој у част један пут у Фурусунду назван је по њој, Ester Grönblads väg.
Преминула је у Упсали, Шведска,  28. маја 1970. гоодине у 72 години живота.

## Дело
Научни рад Естер Гронблад остаће запамћен по еластичном псеудоксантом реткој наследној болести која углавном погађа кожу, очи и крвне судове. Иако се први опис еластичног псеудоксантом (који се разликовао од других ксантомских стања), дао др Ferdinand-Jean Darrier  1896. године, ова болест је добила име (епоним) Гронблад-Страндберговом синдром по два шведска лекара  др Естер Гронблад, офталмологу, и дерматологу Џејмсу Виктору Страндбергу (1883-1942) који су спровели обимна истраживања и детаљно описали манифестације ове болести. Њихову тезу о ангоидним пругама – у еластичном псеудоксантому (лат. pseudoxanthoma elasticum) прихвати је Каролински институт у Стокхолму и објавио их у медицинском часопису Acta Ophthalmologica 1932. године.